# Body Language
Body Language е деветият студиен албум на австралийската певица Кайли Миноуг. След масовото търговския успех на осмия си студиен албум Fever (2001), Миноуг работил с различни група от писатели и продуценти. Той става двойно платинен в Австралия, платинен във Великобритания и злато в Австрия. В допълнение, албумът е продал 177 000 копия в САЩ.

## Информация на албума
Body Language е деветият албум на Миноуг и третата си албум за лейбъла Parlophone Records. Албумът е записан през лятото на 2003 година във Великобритания, Ирландия и Испания. Той също така видях Миноуг работи с предишните сътрудници Ричард Станърд, Джулиан Галагър, Кати Денис, Джони Дъглас и Карен Пул.
Албумът е подкрепена от грандиозно шоу озаглавено Money Can't Buy на 15 ноември 2003 в Лондон. Миноуг извършени седем нови песни, заедно с някои от своите големи хитове. През юли 2004 на концерт излиза на DVD под заглавието на Body Language Live. Той включваше неиздаден версия на концерта, както и мулти-ъгъл на екрана графика за изпълненията на „Slow“ и „Chocolate“.
Австралийски и японски версии на албума включва бонус песен „Slo Motion“. Япония също получи втори бонус песен, „You Make Me Feel“. Американската версия на албума включва засилено песен с клипа „Slow“ и изпълнение на „Can't Get You Out of My Head“ от концерта Money Can't Buy, както и две бонус парчета „Cruise Control“ и „You Make Me Feel“. Албумът достига до номер четиридесет и две на Billboard 200 и е продала 177 000 копия.

## Сингли
„Slow“ е издаден като първия сингъл на 3 ноември 2003. Той достига първо място във Великобритания и Австралия, както и австралийските и достига първо място в Дания и Румъния. Той също така да стигне до върха в редица други страни, включително Канада, Италия, Холандия и Нова Зеландия.
„Red Blooded Woman“ е издаден като втори сингъл на 10 март 2004 године. Песента е бил успешен и достигна номер четири в Австралия и под номер пет във Великобритания. Песента достигна върха в Дания, Унгария, Ирландия и Италия.
„Chocolate“ е издаден като третия и последен сингъл на 28 юни 2004 године. Песента е умерен успех и достига номер шест във Великобритания и номер четиринадесета в Австралия.

## Списък с песните

### Оригинален траклист
1. „Slow“ – 3:15
2. „Still Standing“ – 3:40
3. „Secret (Take You Home)“ – 3:16
4. „Promises“ – 3:17
5. „Sweet Music“ – 4:11
6. „Red Blooded Woman“ – 4:21
7. „Chocolate“ – 5:00
8. „Obsession“ – 3:31
9. „I Feel for You“ – 4:19
10. „Someday“ – 4:18
11. „Loving Days“ – 4:26
12. „After Dark“ – 4:10

### Японско издание
1. „You Make Me Feel“ – 4:19
2. „Slow Motion“ – 4:18

### Австралийско лимитирано издание
1. „Slow Motion“ – 4:18

### Американско издание
1. „Cruise Control“ – 3:55
2. „You Make Me Feel“ – 4:19
3. „Slow“ (видеоклип)
4. „Can't Get You Out of My Head“ (живо видео)

### Американско Target ексклузивно издание
1. „Can't Get You Out Of My Head“ (на живо от Money Can't Buy)
2. „Slow“ (на живо от Money Can't Buy)
3. „Red Blooded Woman“ (на живо от Money Can't Buy)

## Потребители
| - Кайли Миноуг – вокал, беквокали - Ниал Олкът – оркестър инженер (11) - Бейби Аш – продуцент (2, 5, 10), смесване (2, 5, 9, 10), вокал продуцент (9), беквокали - Уилям Бейкър – стайлинг, визуална посока - Дейвид Билинг – беквокали (4) - Крис Брейд – всички инструменти, беквокали (12) - Дейв Клус – Про Тулс (3, 6, 7), клавиатури (6), програмиране, вокал инженер (6, 7) - Кати Денис – всички инструменти, беквокали, продуцент (12) - Джони Дъглас – допълнително продуцент, вокал продуцент (3, 4, 8), всички инструменти, беквокали, смесване, производител (6, 7) - Електрик Джей – продуцент (9) - Стив Фицморис – смесване (3, 4, 8) - Дилън Галагър – продуцент (12) - Джулиан Галагър – клавиатури, продуцент, програмиране (11) - Грин Гартсайд – допълнителни вокал (10) - Мириам Грей – беквокали (4) | - Саймън Хейл – дирижиране, договорености струнни (11) - Тони Хънг – дизайн - Деймън Идинс – смесване асистент (3, 4, 8) - Лондонска филхармония – оркестър (11) - Къртис Мантроник – продуцент (4, 8) - Тони Масерати – смесване (12) - Дейв Маккракен – програмиране (12) - Дейв Морган – китара, клавиатури (11) - Мистър Дан – смесване (1) - Джеоф Пеш – мастеринг - Карен Пул – беквокали (6, 7) - Рез – продуцент (3) - Джеоф Райс – помощник инженер (12) - Ричард Станърд – беквокали, клавиатури, производството (11) - Алексис Струм – беквокали (2) - Далтън Съпъл – инженер (12) - Алвин Суини – инженер, смесване, програмиране (11) - Гавин Райт – лидер оркестър (11) |